# Karkeniaceae
Karkeniaceae — вимерла родина ряду ґінкоподібних (Ginkgoales). Він містить єдиний рід Karkenia. Відомий від геттангу до апту обох півкуль.